# Club Atlético San Lorenzo de Alem
O Club Atlético San Lorenzo de Alem, também conhecido como San Lorenzo de Alem ou San Lorenzo de Catamarca, é um clube esportivo argentino do bairro de Alem da cidade de San Fernando del Valle de Catamarca, capital do departamento Capital e da província de Catamarca. Foi fundado em 20 de maio de 1936, suas cores são o azul e o vermelho.
O principal esporte praticado no clube é o futebol, onde atualmente sua equipe masculina participa do Torneo Regional Federal Amateur, a quarta divisão do futebol argentino para as equipes indiretamente afiliadas à Associação do Futebol Argentino (AFA), sendo representante da Liga Catamarqueña de Fútbol ante o Conselho Federal do Futebol Argentino (CFFA).

## História
O clube nasceu na província de Catamarca no dia 20 de maio de 1936. As cores oficias do clube foram decididas em assembleia, venceu a opção pelas listras verticais em azul e vermelho. O primeiro presidente do clube foi Ramon Ibañes.
Em seus primeiros anos de vida, o San Lorenzo de Alem esteve livre de qualquer afiliação à ligas. Tudo mudou com a reorganização do clube em 1951, e no ano seguinte obteve sua afiliação à Liga Catamarqueña de Fútbol. Sua sede atual foi adquirida durante a presidência de Antonio Chacón, que esteve no cargo entre 1968 e 1970.

## Estádio

### Estádio de futebol

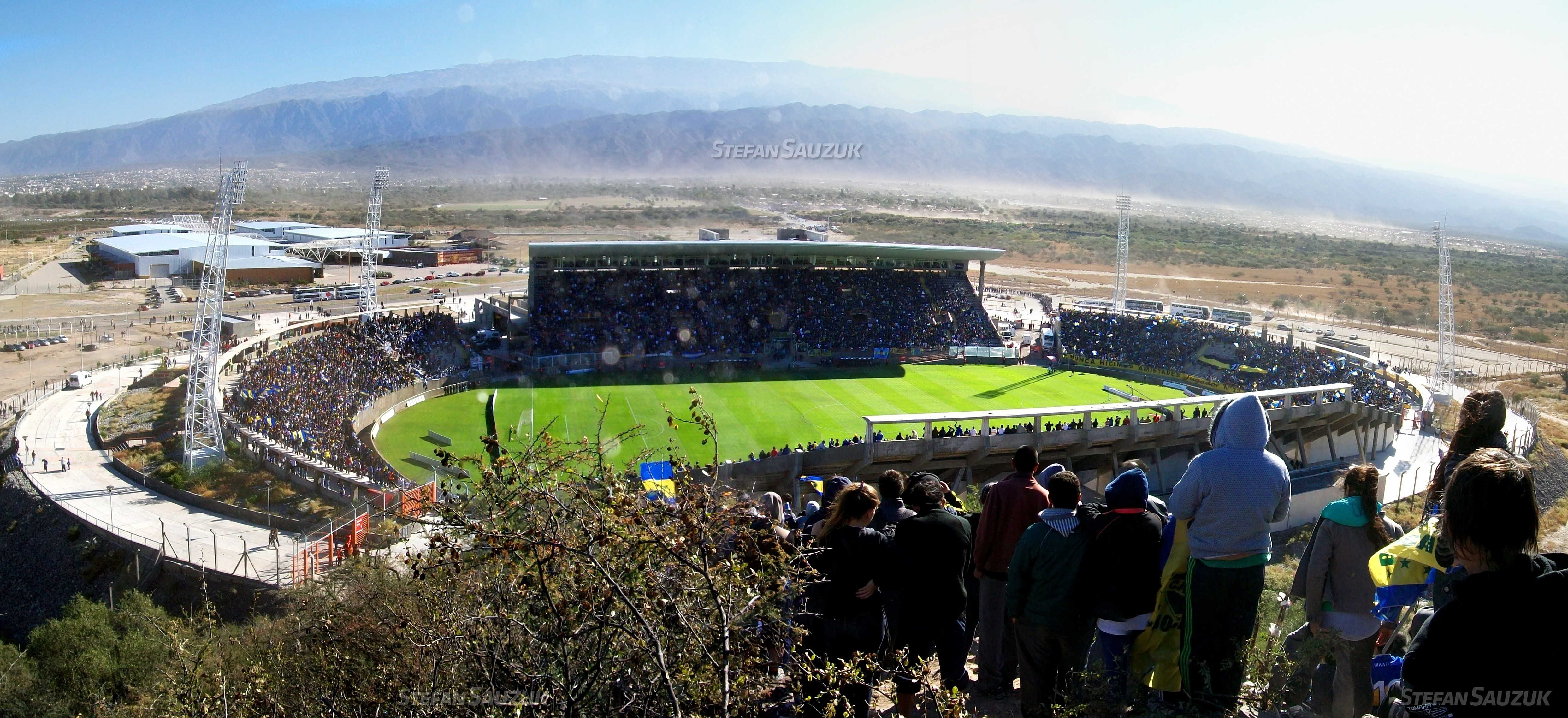
Estádio Bicentenario.

Por não possuir estádio próprio, o clube manda seus jogos no estádio da província de Catamarca, o Bicentenario Ciudad de Catamarca. Remodelado várias vezes, a praça esportiva conta atualmente com capacidade para 30.000 torcedores.

## Títulos

### Futebol
Desde sua afiliação à Liga Catamarqueña de Fútbol em 1952, o clube já obteve 37 campeonatos regionais.
| PROVINCIAIS / REGIONAIS | PROVINCIAIS / REGIONAIS     | PROVINCIAIS / REGIONAIS | PROVINCIAIS / REGIONAIS |
| Divisão                 | Competição                  | Títulos                 | Temporadas              |
| ----------------------- | --------------------------- | ----------------------- | ----------------------- |
| Primeira Divisão        | Liga Catamarqueña de Fútbol | 37                      |                         |